# Національний мультипредметний тест
Національний мультипредметний тест (НМТ) — форма проведення вступного випробування на бакалаврат для здобуття вищої освіти в Україні, введена у 2022 році (разом з магістерським комплексним тестом (МКТ) та магістерським тестом навчальної компетентності (МТНК)) через повномасштабне російське вторгнення в Україну. Покликана тимчасово в 2022—2025 роках замінити традиційні вступні випробування у форматі ЗНО. Цей процес супроводжував неочікуваний скандал влітку 2022 року, коли батьки учнів у соцмережах почали звертати увагу на те, що запитання з тестувань різних сесій повторюється, а на кінець основної сесії в інтернеті вже доступні відповіді на всі можливі запитання. Утім, в Українському центрі оцінювання якості освіти зазначили, що статистика цю думку не підтверджує, адже на ЗНО завжди можна було зустрічати питання з попередніх років.
У 2025 році тестування проходило традиційно у дві сесії:
- основна: 14 травня — 25 червня;
- додаткова: 14–25 липня.

Основний етап реєстрації осіб для участі в основній сесії НМТ почався із 6 березня і тривав до 3 квітня включно. До 8 квітня зареєстровані мали змогу в персональних кабінетах внести зміни (вибрати інший предмет додаткового блоку чи змінити населений пункт в Україні / за кордоном, у якому бажають пройти НМТ).
У додатковий період (9–14 травня) мали змогу зареєструватися для проходження НМТ під час додаткових сесій особи, які не змогли цього зробити з поважних причин під час основного періоду реєстрації, та ті, хто реєструвався в основний період реєстрації, але їм було відмовлено в реєстрації.
З 4 травня для зареєстрованих учасників основних сесій НМТ з’явилася можливість завантажити зі своїх персональних кабінетів запрошення, де було зазначено дату, час і місце проведення НМТ. Учасники ж додаткових сесій мали змогу це зробити з 11 липня.
Інформацію про результати основних сесій НМТ за шкалою 100–200 балів було розміщено в персональних кабінетах учасників до 4 липня, додаткових – до 30 липня.

## Форма проведення НМТ
24 березня 2022 року Верховна Рада України скасувала складання державної підсумкової атестації, зовнішнього незалежного оцінювання, єдиного вступного іспиту та єдиного професійного вступного іспиту в 2022 році. Для участі в тестуванні для вступу до вишів у 2022 та 2023 роках необхідно було зареєструватись у системі учасників зовнішнього незалежного оцінювання (ЗНО).
Національний мультипредметний тест через повномасштабне російське вторгнення в Україну став у 2022-2024 роках основною формою вступу абітурієнтів для здобуття вищої освіти на основі повної загальної середньої освіти (ПЗСО) на всі
спеціальності (бюджетні місця), а також на кон'юнктурні і медичні спеціальності (зокрема й контракт).
Саме тестування відбувалося у липні-вересні 2022 року та у червні-липні 2023 року в формі комп'ютерного онлайн тестування з трьох предметів. У 2022 році — це українська мова, математика та історія України. Він проводився офлайн і містив 60 завдань (20 — з української мови, 20 — з математики та 20 — з історії України), які вступники мають виконати за 120 хвилин. Різні спеціальності мали різні вагові коефіцієнти оцінок. За результатами комплексного тесту абітурієнти одержали три оцінки — за кожен навчальний предмет. Результати оголошуються відразу після закінчення Національного мультипредметного тесту. У 2023 році українська мова, математика залишилися обов'язковими навчальними предметами. На вибір — історія України, одна з іноземних мов (англійська, німецька, французька або іспанська), біологія, хімія, фізика, географія та українська література. Тестування триває 180 хвилин: на кожний блок відведено умовно по 60 хвилин.

## Процедура проведення НМТ
Іспит проводитиметься очно в спеціальних тимчасових екзаменаційних центрах (ТЕЦ). Це приміщення шкіл та університетів, обладнані необхідною кількістю комп'ютерів / ноутбуків. У кожній аудиторії будуть перебувати по 10–20 учасників, а також інструктор.
З огляду на воєнний стан в Україні і високу ймовірність повітряних тривог у різних регіонах, тестування не буде проводитися в один день і в один час.
Майбутні вступники матимуть на проходження тесту мінімум 10 днів (без урахування можливої додаткової сесії). Якщо дитина не може фізично прийти і скласти тест сьогодні, це можна зробити в інший день. Щоразу варіанти завдань будуть різними, щоби забезпечити прозорість результатів.
У додатковій сесії візьмуть участь ті, хто був змушений перервати тестування, наприклад, через оголошення повітряної тривоги або вимкнення електроенергії. Додаткова сесія відбудеться після десятиденної основної сесії.
У додатковій сесії зможуть також взяти участь діти, які з певних обставин не змогли зареєструватися на основну сесію тестування до 19 квітня.

## Календар проведення НМТ-2023
Тестування проходить у дві сесії:
- основна: 5 червня — 23 червня;
- додаткова: 11–24 липня.

### Основна сесія
Реєстрація осіб для участі в основній сесії НМТ тривала:
- з 3 квітня до 3 травня 2023 року.

Внесення змін в персональному кабінеті (вибір іншого предмету додаткового блоку чи зміна населеного пункт в Україні/ за кордоном, у якому зареєстрований учасник бажав пройти НМТ):
- до 7 травня 2023 року.

Завантаження зі своїх персональних сторінок запрошення, де було зазначено дату, час і місце проведення НМТ:
- не пізніше ніж за десять календарних днів до початку проведення основної сесії НМТ.

Складання НМТ:
- 5 червня — 23 червня 2023 року.

Розміщення інформації про результати основної сесії НМТ за шкалою 100—200 балів на персональних сторінках учасників тестування:
- до 28 червня 2023 року.

### Додаткова сесія
Реєстрація осіб для участі в додатковій сесії НМТ тривала:
- 5-12 червня 2023 року.

Завантаження зі своїх персональних сторінок запрошення, де було зазначено дату, час і місце проведення додаткового НМТ:
- не пізніше ніж за три календарних дні до проведення додаткової сесії НМТ.

Для осіб, які не змогли з поважних причин зареєструватися для проходження НМТ під час основного періоду реєстрації; реєструвалися в основний період реєстрації, але яким було відмовлено в реєстрації для участі.
Складання додаткової сесії НМТ:
- 11–24 липня 2023 року.

Розміщення інформації про результати додаткової сесії НМТ за шкалою 100—200 балів на персональних сторінках учасників тестування:
- до 29 липня 2023 року.

## Календар проведення НМТ-2022
Хто з 1 лютого до 19 квітня зареєструвалися для участі в ЗНО, братимуть участь в основній сесії НМТ, а ті, хто не матиме змоги прибути до тимчасових екзаменаційних центрів під час основної сесії, зможуть пройти тестування під час додаткової або спеціальної. Для цього учасникові/учасниці потрібно подати заявку для участі у відповідній сесії тестування. Це можна було зробити 10–20 червня — для участі в додатковій сесії, 1–7 вересня — для участі в спеціальній сесії.

### Основна сесія
Перший етап підтвердження реєстрації на участь в основній сесії національного мультипредметного тесту тривав з 20 травня до 7 червня 2022 року. Абітурієнти мали заповнити спеціальну форму на інформаційній сторінці, зробивши наступні дії у вкладці «Підтвердження участі в НМТ»:
- Обрати країну чи регіон України та населений пункт із запропонованого переліку, де абітурієнт складатиме тест.
- Вказати своє прізвище та ім'я.
- Обчислити і ввести результат у відповідну комірку, натиснути на кнопку «Взяти участь у НМТ»[6].

Другий етап підтвердження реєстрації тривав з 21 червня до 7 липня. Абітурієнти мали обрати назву населеного пункту, де було б зручно проходити НМТ.
До 12 липня 2022 року зареєстровані учасники могли завантажити зі своїх інформаційних сторінок запрошення-перепустки, де зазначено дату, час і місце проведення НМТ.
Проходження самої основної сесії: 18 липня — 4 серпня
Прийом заяв і документів від вступників розпочався 29 липня.
Прийом документів закінчується:
- о 18:00 8 серпня — для осіб, які вступають на основі індивідуальної усної співбесіди, творчих конкурсів;
- о 18:00 23 серпня — для осіб, які вступають за результатами національного мультипредметного тесту, результатів зовнішнього незалежного оцінювання за 2019—2021 роки, а також творчих конкурсів, які були складені з 01 по 18 липня.

Оприлюднення рейтингових списків
Оприлюднення списків осіб, рекомендованих до зарахування за результатами співбесіди з повідомленням про отримання чи неотримання ними права навчатися на бюджетній формі відбулося не пізніше 12:00 17 серпня. Вступники, які отримали рекомендації, виконували вимоги до зарахування на місця держзамовлення до 10:00 20 серпня з поданням письмової заяви про виключення заяв на інші місця держзамовлення. Зарахування цієї категорії вступників за держзамовленням відбулося не пізніше 15:00 22 серпня, а заяви осіб, зарахованих на інші місця держзамовлення, виключаються впродовж 22 серпня.
Оприлюднення списків осіб, рекомендованих до зарахування за квотою-2, з повідомленням про отримання чи неотримання ними права навчатися на бюджетній формі здійснюється в два етапи:
Основний етап — не пізніше 12 години 17 серпня.
Вступники, які отримали рекомендації, мають виконати вимоги до зарахування на бюджетні місця до 10:00 20 серпня та подати письмову заяву про виключення заяв на інші місця державного замовлення. Зарахування цієї категорії вступників відбувається не пізніше 15:00 22 серпня, а заяви про зарахування на інші місця держзамовлення виключаються впродовж 22 серпня.
Завершальний етап — не пізніше 12 години 29 вересня.
Вступники, які отримали рекомендації, мають виконати вимоги до зарахування до 10:00 30 вересня. На завершальному етапі здійснюється переведення на вакантні бюджетні місця тих осіб, які вже були зараховані на навчання за контрактом. Переведення цієї категорії вступників відбувається не пізніше 15:00 30 вересня.

### Додаткова сесія
Формування реєстраційної картки — з 10 по 20 червня.
8 липня розпочався перший етап підтвердження участі в додатковій сесії національного мультипредметого тестування. Підтвердити участь на інформаційній сторінці можна було до 18 липня, повідомляє Український центр оцінювання якості освіти.
Другий етап підтвердження реєстрації на додаткову сесію національного мультипредметого тестування тривав з 1 по 10 серпня. Абітурієнти обирали назву населеного пункту, де було б зручно проходити НМТ.
До 12 серпня 2022 року зареєстровані учасники завантажували зі своїх інформаційних сторінок запрошення-перепустки із зазначенням дати, часу та місця проведення НМТ.
Формування рейтингових списків вступників, які вступають на основі результатів національного мультимедійного тесту чи зовнішнього незалежного оцінювання за попередні роки, творчих конкурсів і надання рекомендацій до зарахування та оприлюднення списку рекомендованих з повідомленням про отримання чи неотримання ними права навчатися на бюджетній формі здійснюються не пізніше 29 серпня.
Вступники, які отримали рекомендації, мають виконати вимоги до зарахування на бюджетні місця до 18:00 02 вересня.

### Зарахування на навчання
Зарахування вступників на навчання на бюджет проводиться 5 вересня 2022 року.
Зарахування вступників на навчання за рахунок цільових пільгових державних кредитів та за кошти фізичних та/або юридичних осіб (контракт) — не пізніше ніж 30 вересня 2022 року.
Переведення на вакантні бюджетні місця та на місця за рахунок цільових пільгових державних кредитів осіб, які зараховані на контракт і здобули повну загальну середню освіту, відбувається не пізніше 19 вересня.
Надання рекомендацій до зарахування та оприлюднення списку рекомендованих для вступників, які вступають на контракт на відкриті та фіксовані (закриті) конкурсні пропозиції, здійснюється не раніше 18.00 02 вересня.

### Спеціальна сесія
- Формування реєстраційної картки — з 12 по 15 серпня;
- обрання на персональній сторінці населеного пункту для складання НМТ — з 25 по 30 серпня;
- з 5 по 7 вересня 2022 — підтвердження на персональній сторінці наміру взяти участь у тестуванні та обрання населеного пункту, що найбільш наближений до місця перебування в період проведення спеціальної сесії[7][9].
- Одержання запрошення — до 10 вересня.

Тестування проходило у три сесії
- основна: 18 липня — 4 серпня;
- додаткова: 16–20 серпня;
- спеціальна: 12–16 вересня[10][5][10].

.
Учасники ж інших сесій НМТ матимуть змогу дізнатися про дату, час і місце проведення тестування до 12 серпня (додаткова сесія) і 10 вересня (спеціальна сесія).
Інформацію про результати основної сесії НМТ за шкалою 100—200 балів було розміщено на Інформаційних сторінках учасників тестування до 12 серпня 2022 року, додаткової сесії — до 21 серпня 2022 року, спеціальної — до 19 вересня 2022 року.

### Результати НМТ-2022
Станом на 13 вересня 2022 року на основі повної загальної середньої освіти до закладів вищої освіти на бакалаврат було зараховано понад 131 тис. осіб. З них, за державним та регіональним замовленням на бакалаврат зараховано понад 56 тис. осіб, зокрема за квотою-2 майже 11 тис. осіб. На контракт — 75 тис. вступників, — зазначив міністр освіти і науки України Сергій Шкарлет.
В основній сесії НМТ-2022, потенційними учасниками стали понад 206 тис. осіб. Намір скласти НМТ у тимчасових екзаменаційних центрах України підтвердили понад 181 тис. осіб, за кордоном — майже 25 тис. Це на 10 % менше абітурієнтів, аніж спочатку зареєструвалися. Під час основної сесії НМТ склали понад 187 тисяч учасників (з них, понад 19 тис. за кордоном) у понад 250 населених пунктах України та 40 містах Європи. Загалом 200 балів на основній сесії НМТ отримали з одного предмета — 7462 учасники, з двох предметів — 1855 учасників, а з трьох предметів — 510 учасників.
У додатковій сесії НМТ-2022 взяли участь 21 тисяча 814 вступників, з них 2 тисячі 891 особа складала тестування за кордоном. Абітурієнти складали тестування у 315 тимчасових екзаменаційних центрах, з яких 38 були відкриті за кордоном у 26 країнах світу: Австрії, Бельгії, Болгарії, Великій Британії, Греції, Грузії, Данії, Естонії, Канаді, Латвії, Литві, Люксембурзі, Молдові, Німеччині, Польщі, Португалії, Словаччині, Словенії, США, Туреччині, Угорщині, Фінляндії, Франції, Хорватії, Чехії та Швейцарії.
Міністр освіти і науки Сергій Шкарлет повідомив, що, за даними Українського центру оцінювання якості освіти, бажання складати тест під час спеціальної сесії підтвердили понад 5 тис. вступників.

## Перелік населених пунктів, у яких проходитиме НМТ
Перелік населених пунктів, у яких безпекова ситуація дозволяє провести НМТ, визначено обласними військовими адміністраціями на запит МОН. Саме у них буде сформовано попередню мережу тимчасових екзаменаційних центрів для проведення національного мультипредметного тесту. Відповідний наказ МОН від 16 травня 2022 року № 445 підписав Міністр Сергій Шкарлет.
Попередньо заплановано, що тестування проходитиме у 20 областях України та м. Києві. Наразі неможливо провести НМТ у Донецькій, Луганській, Харківській, Херсонській областях та АР Крим. Учасники, які не зможуть дістатися до місць проведення основної сесії НМТ, зможуть подати заявки для участі в додатковій або спеціальній сесіях тестування.
З міркувань безпеки назви населених пунктів, де відбудуться тестування, не оприлюднюються. Однак учасники на своїх інформаційних сторінках з 20 травня до 7 червня включно матимуть змогу підтвердити бажання взяти участь у НМТ і вибрати з наданого переліку найзручніший для доїзду населений пункт.
Загалом НМТ проводитиметься
- Україна в 262 населених пунктах України;
- Польща в 6 населених пунктах Польщі;
- Франція в 3 населених пунктах Франції;
- Угорщина в 3 населених пунктах Угорщини;
- Італія в 3 населених пунктах Італії;
- Німеччина в 2 населених пунктах Німеччини[21].

19 травня 2022 року міністр освіти і науки Сергій Шкарлет підписав наказ, який затверджує перелік закордонних пунктів для проведення НМТ.
Тимчасові екзаменаційні центри створять у 39 містах таких країн: Австрія, Бельгія, Болгарія, Велика Британія, Данія, Естонія, Ірландія, Іспанія, Італія, Латвія, Литва, Молдова, Нідерланди, Німеччина, Польща, Португалія, Румунія, Словаччина, Угорщина, Франція, Хорватія, Чехія і Швеція.

## Вступ-2022

### Фаховий молодший бакалавр
На основі освітньо-кваліфікаційного рівня базової середньої освіти (БЗСО)
- Спеціальності з творчим конкурсом — творчий конкурс;
- Інші спеціальності на бюджет — індивідуальна усна співбесіда;
- Інші спеціальності на контракт — мотиваційний лист.

### Бакалаврат
Для вступу на бакалаврат основі освітньо-кваліфікаційного рівня повної загальної середньої освіти (ПЗСО) абітурієнти у 2022 році будуть подавати такі документи:
- результати Національного мультипредметного тесту 2022 року або дві предметні оцінки ЗНО 2019—2021 років;
- мотиваційний лист;
- заяву[3].

На основі освітньо-кваліфікаційних рівнів повної загальної середньої освіти (ПЗСО) або кваліфікованого робітника (КР)
- Курсанти — відповідно до Правил прийому закладу;
- Спеціальності з творчим конкурсом — творчий конкурс;
- Інші спеціальності на бюджет — індивідуальна усна співбесіда (включаючи вступ на основі освітньо-кваліфікаційного рівня кваліфікованого робітника (КР));
- Інші спеціальності на контракт — мотиваційний лист (зокрема й вступ на основі КР).

На основі освітньо-кваліфікаційного рівня повної загальної середньої освіти
- Курсанти — відповідно до Правил прийому закладу;
- Спеціальності з творчим конкурсом — творчий конкурс;
- Інші спеціальності на бюджет, спеціальність 035 (крім української та кримсько-татарської мови і літератури, фольклористики) і галузі 05, 06, 07, 08, 22, 24, 28, 29 на контракт — НМТ;
- Спеціальності (крім 05, 06, 07, 08, 22, 24, 28, 29, 035) на контракт — мотиваційний лист.

На основі освітньо-кваліфікаційних рівнів молодшого спеціаліста (ОКР фахового молодшого бакалавра (ФМБ), ОКР молодший бакалавра (МБ))
- Дві предметні оцінки ЗНО 2019—2021 чи НМТ 2022 року.

Подання документів і підтвердження місця навчання буде здійснюватися через інтернет.
Для вступу в коледж і ЗВО для деяких спеціальностей буде проведений творчий конкурс.

### Магістратура
Для вступу на магістратуру на основі ступеня бакалавра в 2022 році вступ відбуватиметься за результатами фахового іспиту в закладі освіти. Для цього необхідно зареєструватися у онлайн-кабінеті для проходження МТНК з 27 червня до 18 липня включно.
Для вступу на спеціальності «Право» та «Міжнародне право» замість традиційного вже ЄВІ передбачається проведення його спрощеного аналога — магістерського комплексного тесту (МКТ). Також для кон'юнктурних спеціальностей передбачено проведення спрощеного аналога ЄФВВ — магістерського тесту навчальної компетентності (МТНК) які будуть проводитись подібно до Національного мультипредметного тесту (НМТ).
- Курсанти — відповідно до Правил прийому закладу
- Спеціальності «Право» та «Міжнародне право» — Магістерський комплексний тест (іноземна мова та право)
- Спеціальності галузей знань 05, 06, 07, 28, 29 (крім «Міжнародного права») — Магістерський тест навчальної компетентності та фаховий іспит у закладі освіти
- Інші спеціальності:
  - на бюджетні місця — фаховий іспит у закладі освіти;
  - на контракт — мотиваційний лист[3].

## Особливості вступу 2022 року
- Максимальне сприяння набору курсантів до військових і правоохоронних закладів освіти
- Залучення військовослужбовців, добровольців Сил ТрО ЗСУ, рятувальників і правоохоронців, які зарекомендували себе у воєнний час
- Можлива безоплатна друга освіта для тих, хто здобув першу цивільну освіту

## Результати проходження НМТ-2022
Під час основної сесії (з 22 липня по 4 серпня 2022 року) НМТ склали понад 187 тисяч учасників (з них, понад 19 тис. за кордоном) у понад 250 населених пунктах України та 40 містах Європи. Цей процес супроводжував неочікуваний скандал, коли батьки учнів у соцмережах почали звертати увагу на те, що запитання з тестувань різних сесій повторюється, а на кінець основної сесії в інтернеті вже доступні відповіді на всі можливі запитання. Найбільше дорікали, що діти, яким «пощастило» складати тестування в пізніших сесіях, одержали можливість знати відповіді на конкретні запитання. Найбільше претензій було до тесту з математики, де можливі відповіді можна було подивитись у відео на YouTube. До батьків доєднались і народні депутати, зокрема колишня заступник міністра освіти та науки Інна Совсун зазначила, що «є формальні підстави стверджувати, що на процедурному рівні в одних учасників був кращий доступ до отримання вищих результатів, ніж в інших». В Українському центрі оцінювання якості освіти зазначили, що на ЗНО завжди можна було зустрічати питання із попередніх років.
У жодному з трьох предметів кількість тих, хто склав НМТ на 160 балів, не перетнула межу в 50 % учасників. Зокрема, з української мови менше ніж 40 % абітурієнтів набрали 160+ балів. Зокрема, тест з історії України менше 10 % учнів склали на 180+ балів, така ж ситуація з математикою. Хоча з української мови на 180+ балів тести написали близько 15 % абітурієнтів. Також кількість 200-бальників була більшою на початку, ніж в кінці, що прямо суперечить твердженню про явну перевагу. Загалом 200 балів на основній сесії НМТ отримали:
- з одного предмета — 7462 учасники;
- з двох предметів — 1855 учасників;
- з трьох предметів — 510 учасників[15].

Особливістю НМТ стала тематика питань, що включала в себе лише обмежене коло тем, а не зріз усієї програми, як під час ЗНО. Наприклад, з історії України питання стосувались лише XX та XXI століття.